# Moulin à vent de Pozières
Le Moulin à vent de Pozières est un site mémoriel de la Première Guerre mondiale, situé sur le territoire de la commune de Pozières, dans le département de la Somme, à la sortie du village, sur la route de Bapaume.

## Histoire

### Origine
Le site doit son nom à l'existence d'un moulin à vent, construit en 1610, propriété du seigneur de Pozières. Ce moulin subsista jusqu'à la Première Guerre mondiale.
En 1915, l'armée allemande transforma le moulin en poste d'observation pour l'artillerie et s'y retrancha. Le moulin fut une cible pour l'artillerie britannique. Atteint par des obus en septembre 1915, il s’écroula totalement en 1916.

### Bataille de la Somme
Le village de Pozières situé sur une crête (cote 160) était un point fortifié, deux blockhaus allemands dominaient le champ de bataille le « Gibraltar » au sud et au nord, « le Moulin à vent ». La prise de Pozières était la mission confiée à l'armée australienne. Si le  « Gibraltar » fut enlevé à l'ennemi le premier jour de l'attaque, le 14 juillet 1916, la position du « Moulin à vent » ne fut conquise que le 4 août, après de furieux combats,.

## Lieu de mémoire
Le site du moulin à vent est devenu un lieu de mémoire de la Bataille de la Somme, notamment pour les Australiens, il se compose de plusieurs monuments :

### Le monument aux tanks

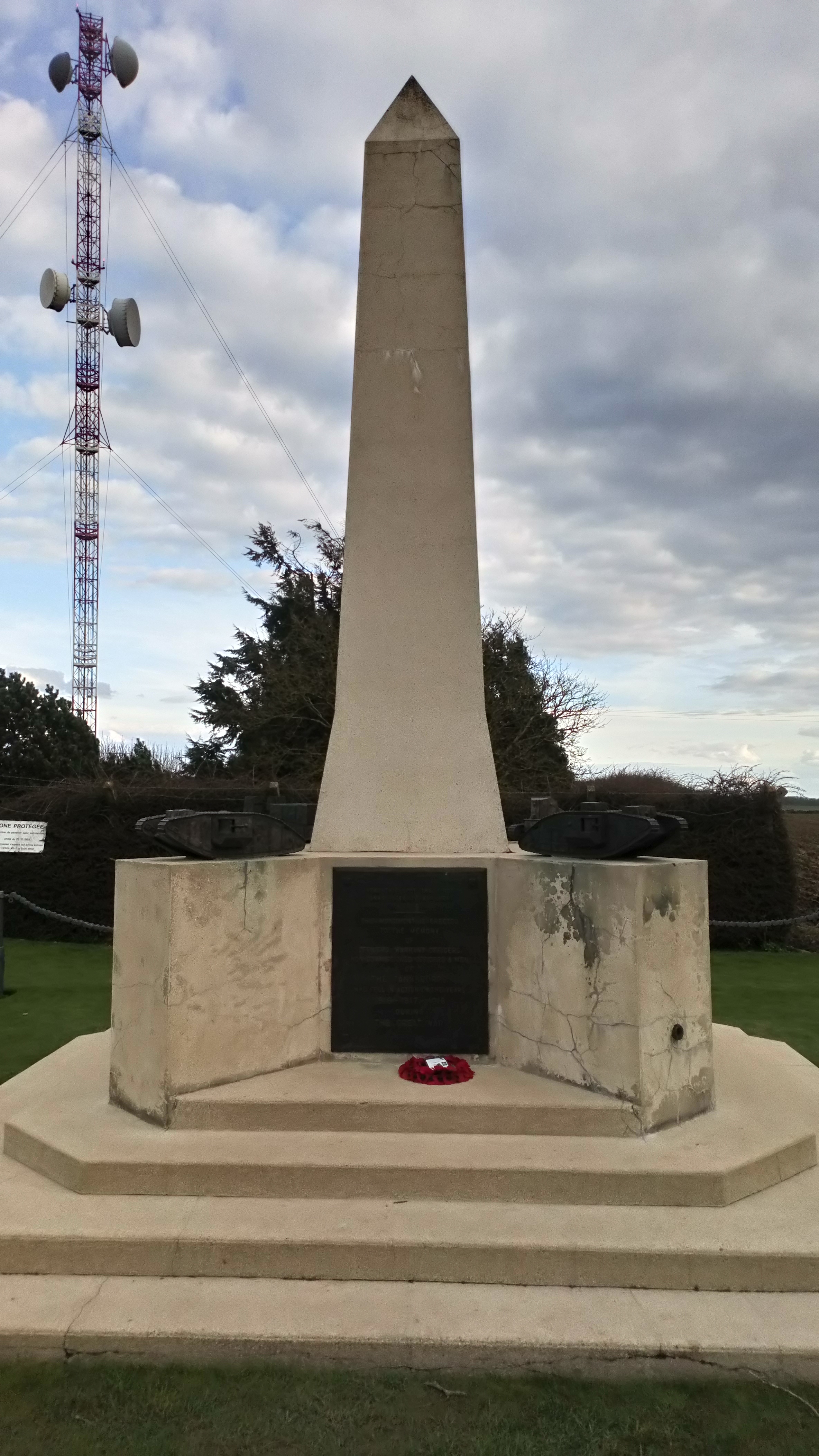

Ce monument, de la forme d'un obélisque avec à chaque coin un char miniature en métal, rappelle que le 15 septembre 1916, pour la première fois, les chars (tanks) furent utilisés sur un champ de bataille entre Flers et Courcelette. Les quatre reproductions de chars en bronze représentent le Mark I, le Mark IV-V, le Whippet et un char de transport. Le monument est entouré sur trois côtés par une clôture réalisée à partir de chaines et de canons de ces mêmes chars.

### Le moulin à vent
Le site du moulin à vent, situé en face du monument aux tanks, a été conservé en l'état. Outre quelques vestiges de l'ancien moulin à vent, sur une stèle de bronze, a été gravée cette  inscription : 

« Les ruines du moulin à vent de Pozières qui sont étendues ici étaient le centre des combats dans cette partie du champ de bataille de la Somme en juillet et août 1916. Elles ont été capturées le 4 août par les troupes australiennes qui sont tombées sur cette crête en plus grand nombre que sur n'importe quel autre champ de bataille de la guerre. »

Le 23 juillet 2016, près de 1 500 Australiens sont venus honorer la mémoire des 23 000 soldats tombés lors de la bataille de la Somme. Ils ont planté dans la terre des petites croix blanches.

### Les monuments aux animaux victimes de la guerre
Le mémorial aux animaux, situé juste derrière les vestiges du moulin à vent, est un espace où ont été érigées plusieurs stèles rendant hommage aux animaux de tous les pays morts durant la Grande Guerre : chevaux, chiens, pigeons... Une statue de François d'Assise est située à l'entrée. L'Australian War Animal Memorial Organisation est à l'origine de la création de ce lieu. C’est l’unique mémorial aux animaux de la Première Guerre mondiale, en Europe. Il a été inauguré le 21 juillet 2017.

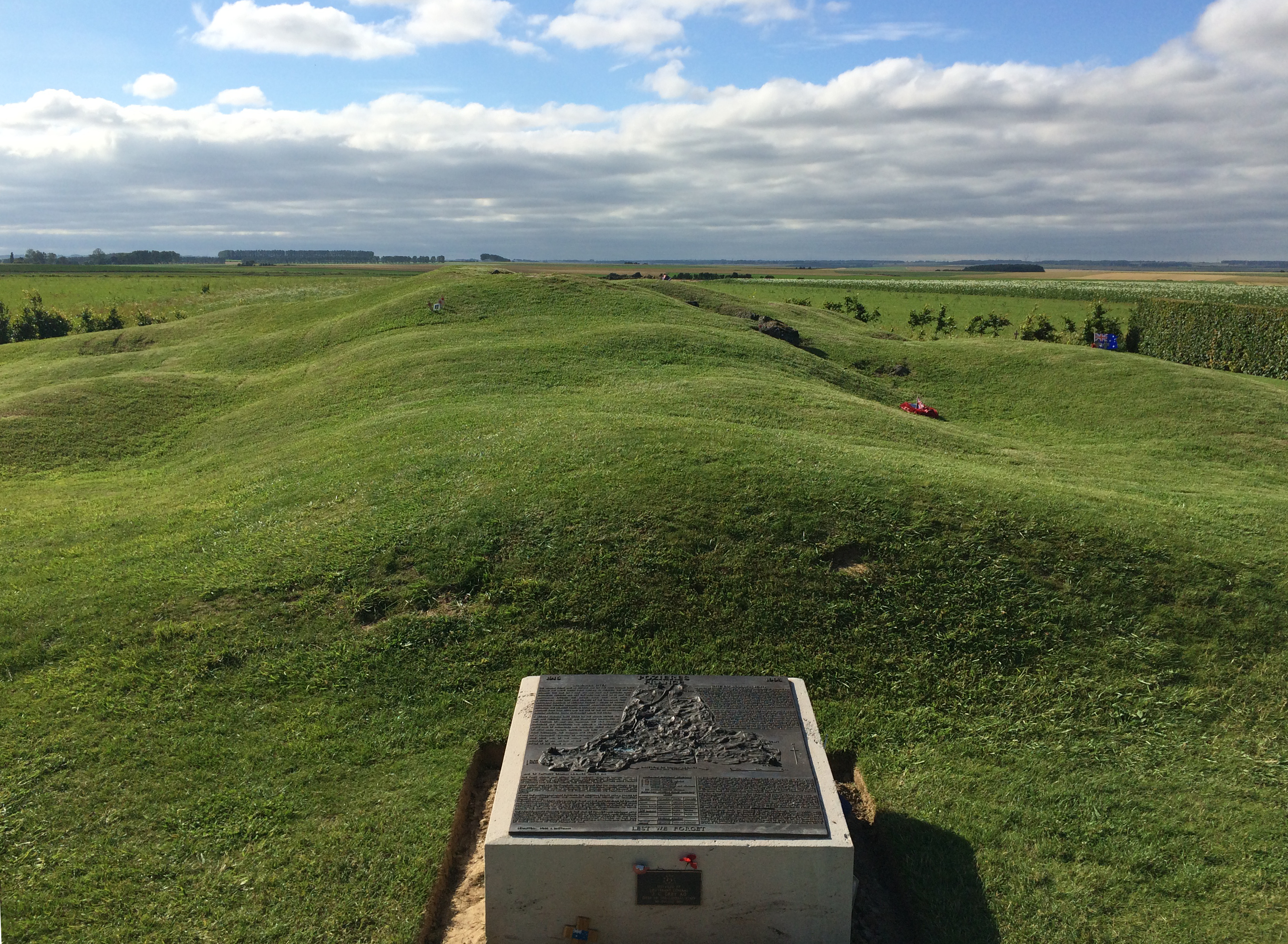
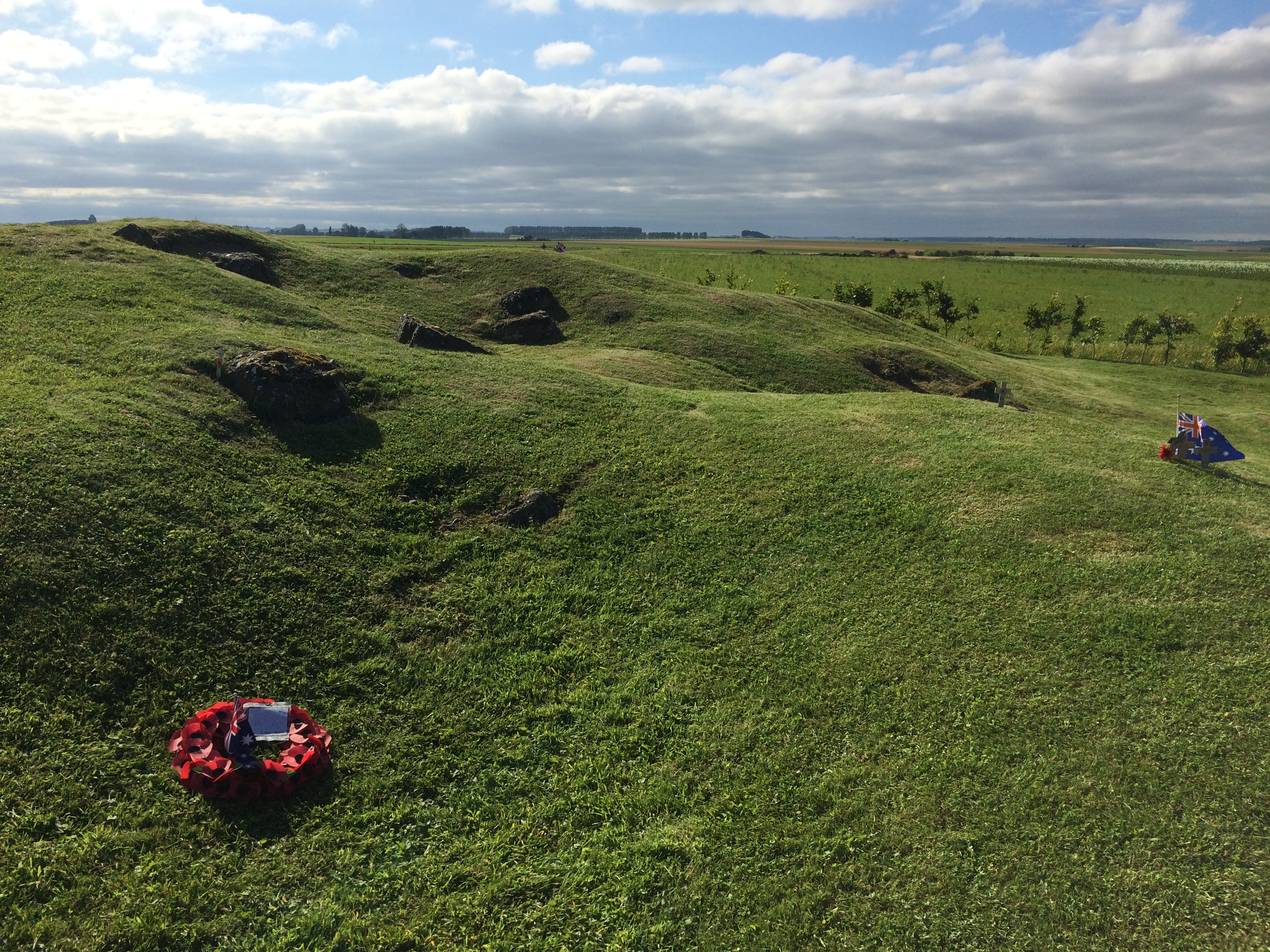
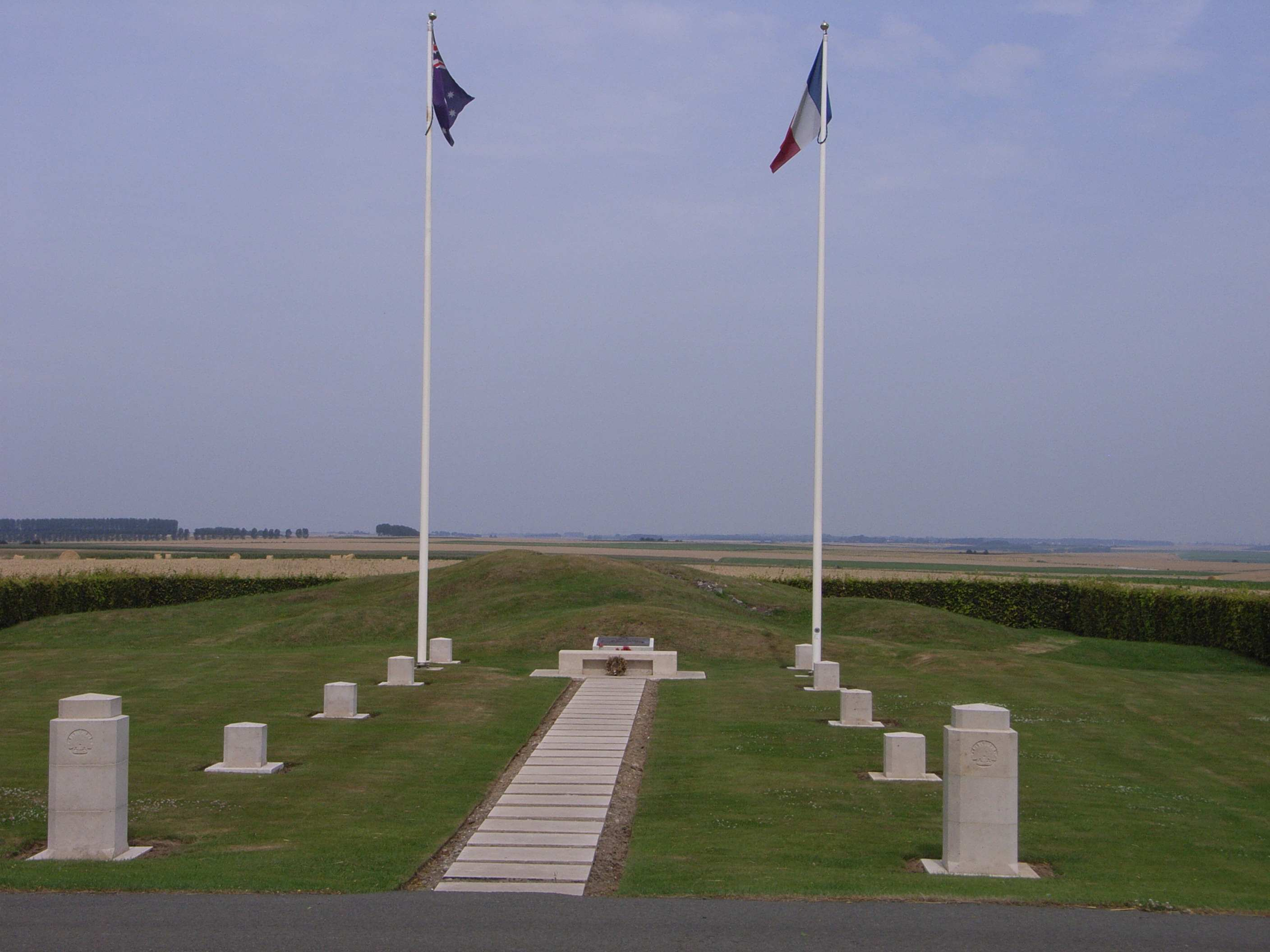
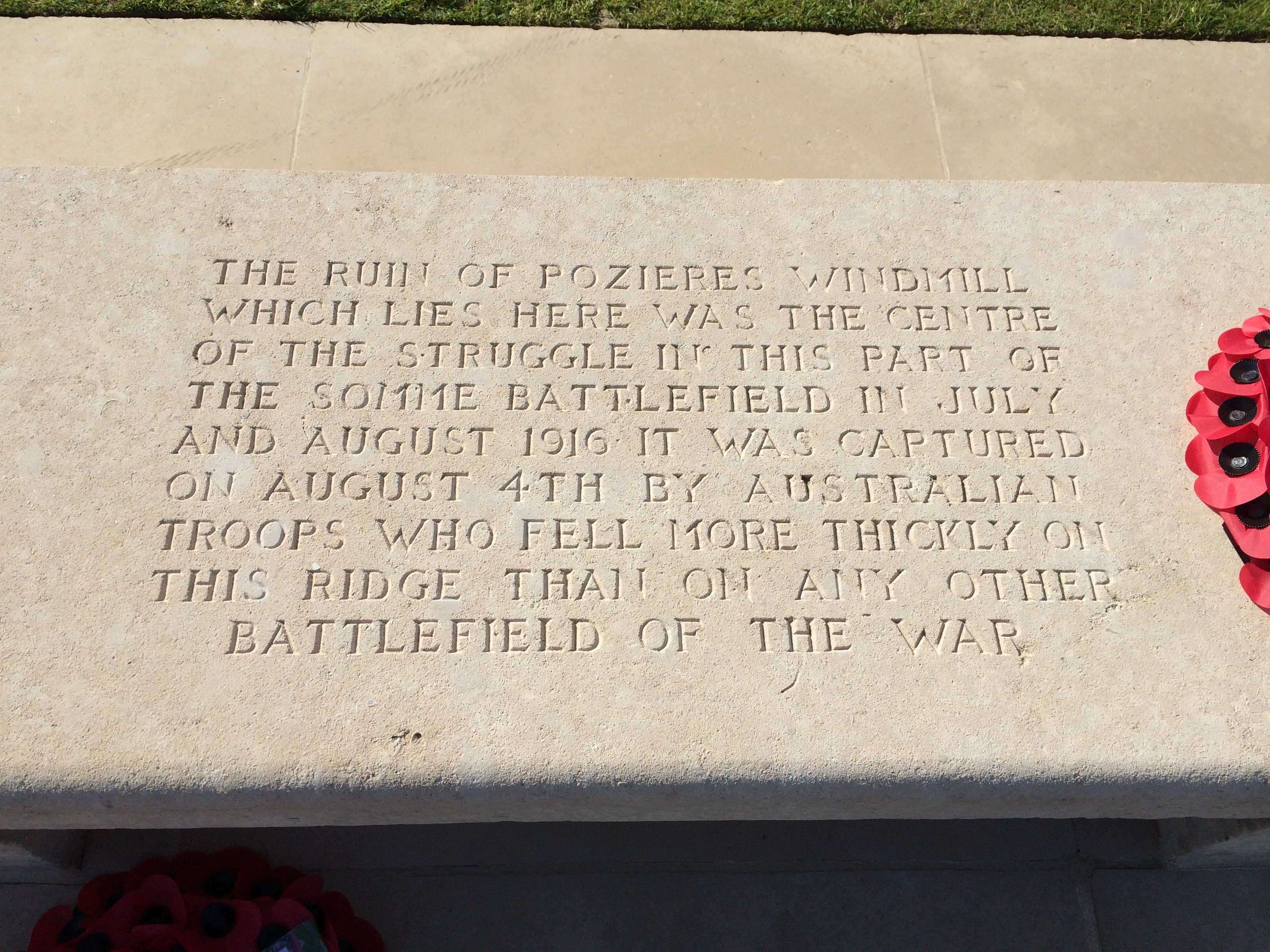
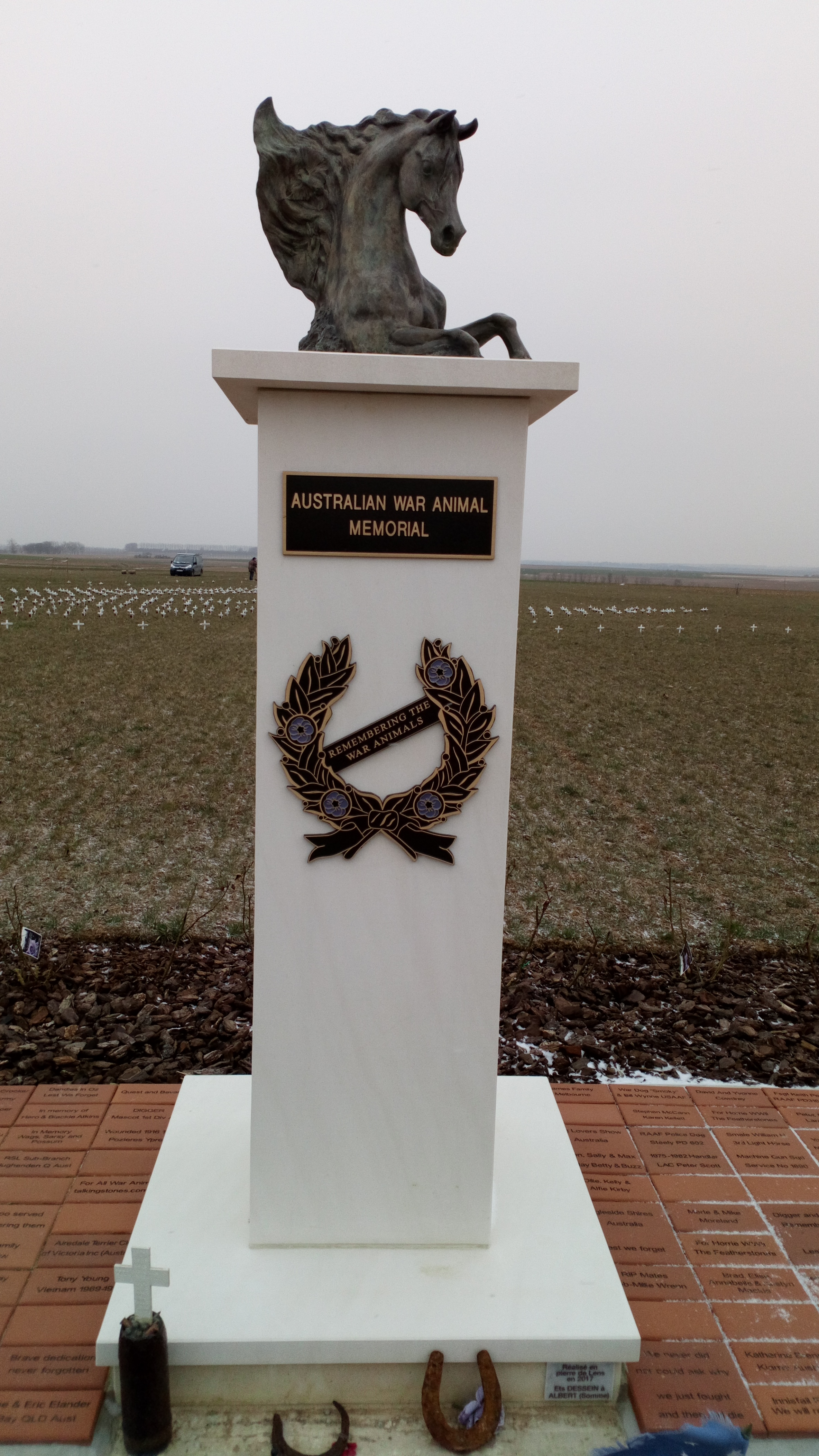
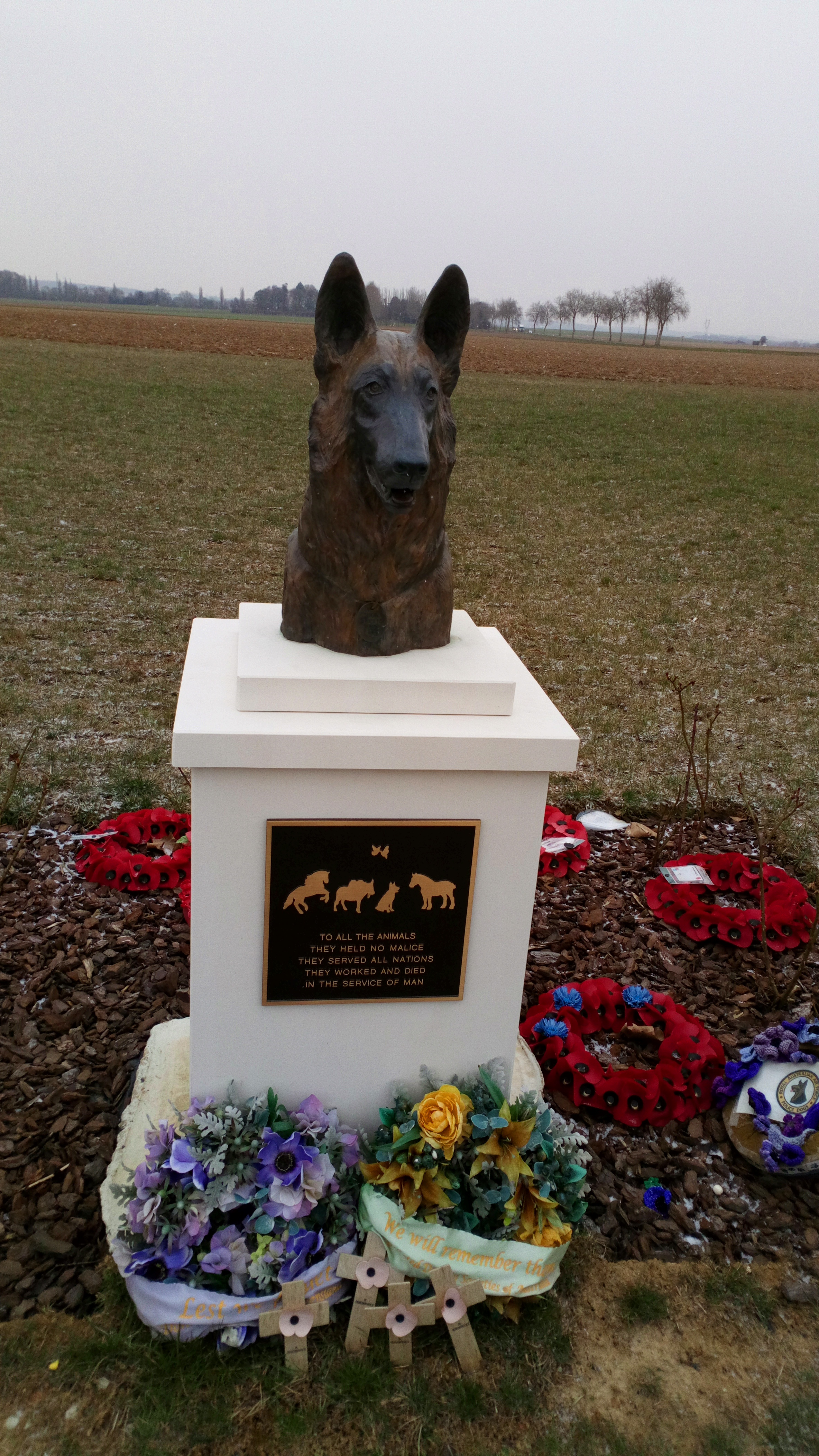